# Першинская (Вологодская область)
Першинская — деревня в Тарногском районе Вологодской области.
Входит в состав Тарногского сельского поселения, с точки зрения административно-территориального деления — в Шевденицкий сельсовет.
Расстояние до расположенного на восток от деревни районного центра Тарногского Городка по автодороге — 12 км.
По переписи 2002 года население — 3 человека.